# Cetonia pygidionotis
Cetonia pygidionotis är en skalbaggsart som beskrevs av Paul Norbert Schürhoff 1942. Cetonia pygidionotis ingår i släktet Cetonia och familjen Cetoniidae. Inga underarter finns listade i Catalogue of Life.